# 멀티미디어 프레임워크
멀티미디어 프레임워크(Multimedia framework)는 컴퓨터와 네트워크 상의 매체를 관리하는 소프트웨어 프레임워크이다. 좋은 멀티미디어 프레임워크는 직관적인 API와 모듈식 구조를 제공하여 새로운 코덱, 포맷 및 스트리밍 제품에 대한 새로운 지원을 쉽게 추가할 수 있다. 다시 말해 이는 미디어 플레이어, 오디오 및 영상 편집 프로그램과 같은 응용 소프트웨어뿐 아니라 화상회의 응용 프로그램, 미디어 변환기 등의 멀티미디어 도구를 만드는 데에도 쓰이는 것이다.

## 같이 보기
- GStreamer - 크로스 플랫폼 파이프라인 기반 멀티미디어 프레임워크